# Kineta
Kineta (in greco Κινέτα?) è una località marittima, parte del comune di Megara, situata nella periferia dell'Attica in Grecia.

## Geografia
Kineta è situata sulla costa settentrionale del golfo Saronico, a sud delle montagne della Geraneia. Le rocce di Kakia Skala si trovano ad est. Le città più vicine sono Agioi Theodoroi (8 km a sud-ovest) e Megara (12 km a est). Corinto si trova a 25 km a ovest e Atene a 45 km a est. La vecchia strada nazionale greca 8 e la nuova autostrada 8, che collegano Atene con Corinto e il Peloponneso, attraversano la città. La stazione ferroviaria di Kineta è servita da treni Proastiakós tra l'aeroporto internazionale di Atene e Kiato (Peloponneso).

## Storia

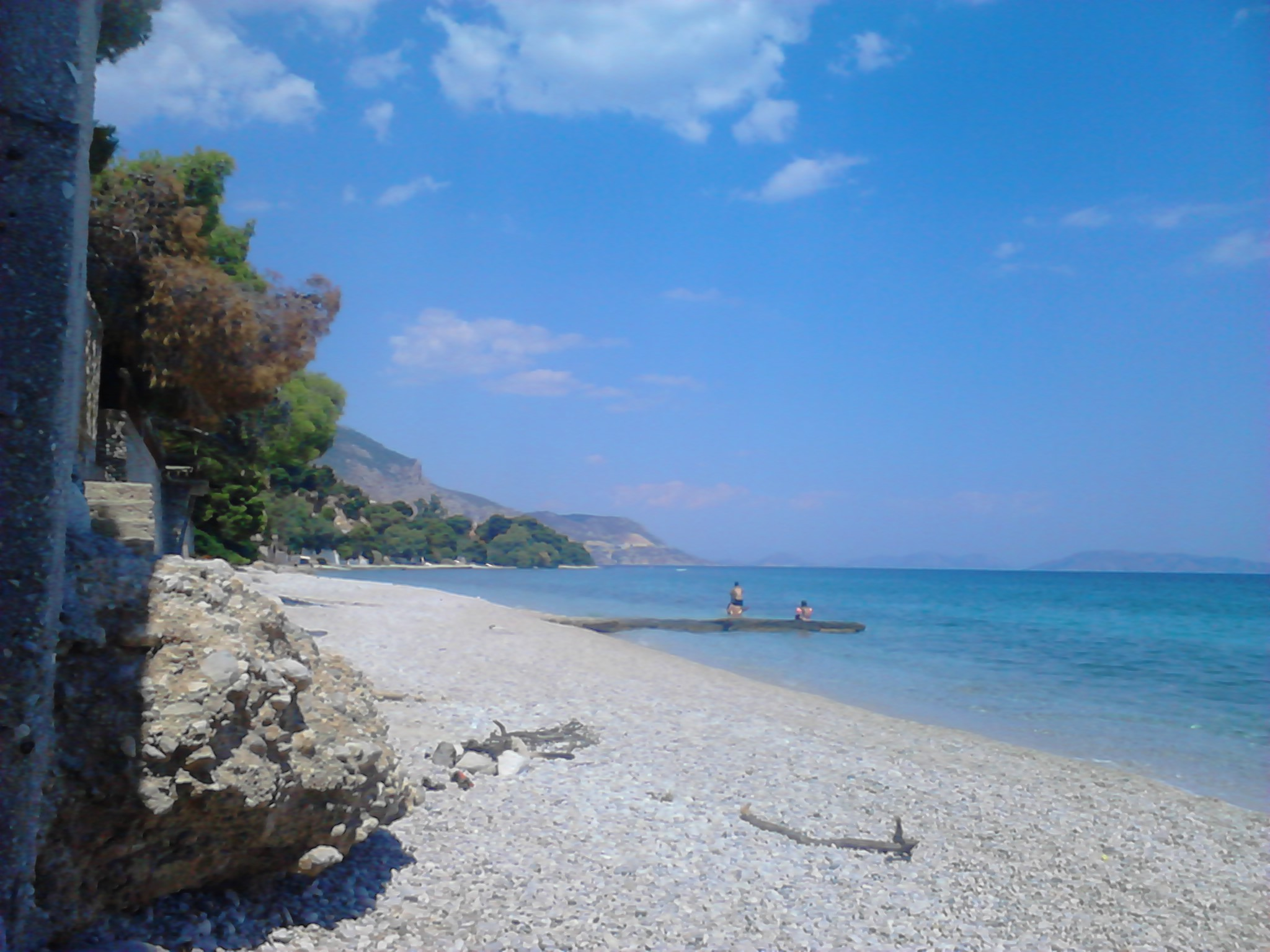
Veduta della spiaggia

Il nome Kineta deriva forse da una piccola laguna o palude bassa sulla spiaggia, non più esistente, che causava l'arrivo di sciami di moscerini tanto da essere definito una calamità. La popolazione del villaggio era di origine albanese; nel 1862 veniva considerato da viaggiatori inglesi un miserable hamlet. Nei pressi di Kineta nell'antichità sorgeva un tempio dedicato ad Apollo latonio, che segnava il confine tra la Corinzia e la Megaride. A tale edificio nella prima metà dell'Ottocento erano attribuite le poche vestigia rimaste di un edificio ottangolare di marmo.
Disponendo di una delle più grandi spiagge settentrionali del Golfo Saronico, dagli anni 1960 Kineta è divenuta una destinazione turistica popolare per i residenti dell'Attica. Alla fine degli anni 1980, la località iniziò ad acquisire residenti permanenti, che aumentarono ancora di più nei decenni successivi, fino ai 1 446 abitanti censiti nel 2011.
Il 23 luglio 2018, un incendio boschivo si è propagato nell'Attica causando molte vittime e bruciando, tra l'altro, anche alcuni edifici di Kineta.

## Società

### Evoluzione demografica
| Anno | Popolazione | Variazione | Stranieri |
| ---- | ----------- | ---------- | --------- |
| 1961 | 187         |            |           |
| 1971 | 163         | -24        |           |
| 1981 | 425         | 262        |           |
| 1991 | 1,878       | 1,453      |           |
| 2001 | 1,972       | 94         | 140       |
| 2011 | 1,446       | -526       |           |